# Krasnoziorskoïe
Krasnoziorskoïe (en russe : Краснозёрское) est une commune urbaine de Russie de type bourg ouvrier qui est située dans l'oblast de Novossibirsk. C'est le siège administratif du raïon et de la municipalité du même nom. 

## Géographie
Krasnoziorskoïe se trouve au bord de la Karassouk au sud-ouest de l'oblast de Novossibirsk, à 270 km à vol d'oiseau de Novossibirsk. 

## Histoire
La localité est connue depuis 1773. 

## Population
Recensements (*) et estimations de la population,,: 
| 1959* | 1970* | 1979* | 1989* | 2002*  | 2010* |
| ----- | ----- | ----- | ----- | ------ | ----- |
| 4 963 | 5 605 | 8 010 | 9 954 | 10 473 | 9 524 |

| 2012  | 2013  | 2014  | 2015  | 2016  | 2017  |
| ----- | ----- | ----- | ----- | ----- | ----- |
| 9 264 | 9 182 | 9 142 | 9 149 | 9 215 | 9 216 |

| 2018  | 2019  | 2020  | 2021* | - | - |
| ----- | ----- | ----- | ----- | - | - |
| 9 210 | 9 114 | 9 133 | 8 955 | - | - |